# Bundesstraße 318
Die Bundesstraße 318 (Abkürzung: B 318) ist eine deutsche Bundesstraße in Bayern und verbindet die Autobahn München-Salzburg mit dem Tegernsee.
Die Bundesstraße führt von der Anschlussstelle bei Holzkirchen an Holzkirchen vorbei Richtung Süden. Bei Gmund am Tegernsee trifft sie zum ersten Mal auf die B 307. Während diese am Ostufer des Sees entlangführt, verläuft die B 318 über Bad Wiessee am Westufer. Die B 318 endet in Rottach-Egern und hat dort wieder Anschluss an die B 307.
Die Straßennummer 318 wurde in der zweiten Phase der Reichsstraßennummerierung für die Reichsstraße 318 vergeben. Diese Bezeichnung wurde nach dem Anschluss Österreichs im Jahr 1938 auch für die jetzt als Mittersiller Straße B 168 bezeichnete Strecke von Mittersill über Bruck an der Großglocknerstraße (hier kreuzte die damalige Reichsstraße 21 von Lofer nach Dölsach, jetzt Großglockner-Hochalpenstraße) und weiter (derzeit als Pinzgauer Straße B 311) über St. Johann im Pongau (1939–1945 Markt Pongau), Bischofshofen sowie über Radstadt, Schladming, Trautenfels, wo die Reichsstraße 304 einmündete, bis nach Liezen benutzt, wo sie an der damaligen Reichsstraße 332 (derzeit Pyhrnpass Straße B 138) endete. Der Abschnitt über den Achenpass (Achenseestraße), das Zillertal (jetzt Teil der Zillertalstraße B 169) und den Gerlospass (jetzt Gerlos Straße B 165) bis Mittersill war nicht als Reichsstraße ausgewiesen.